# Antti Kurvinen

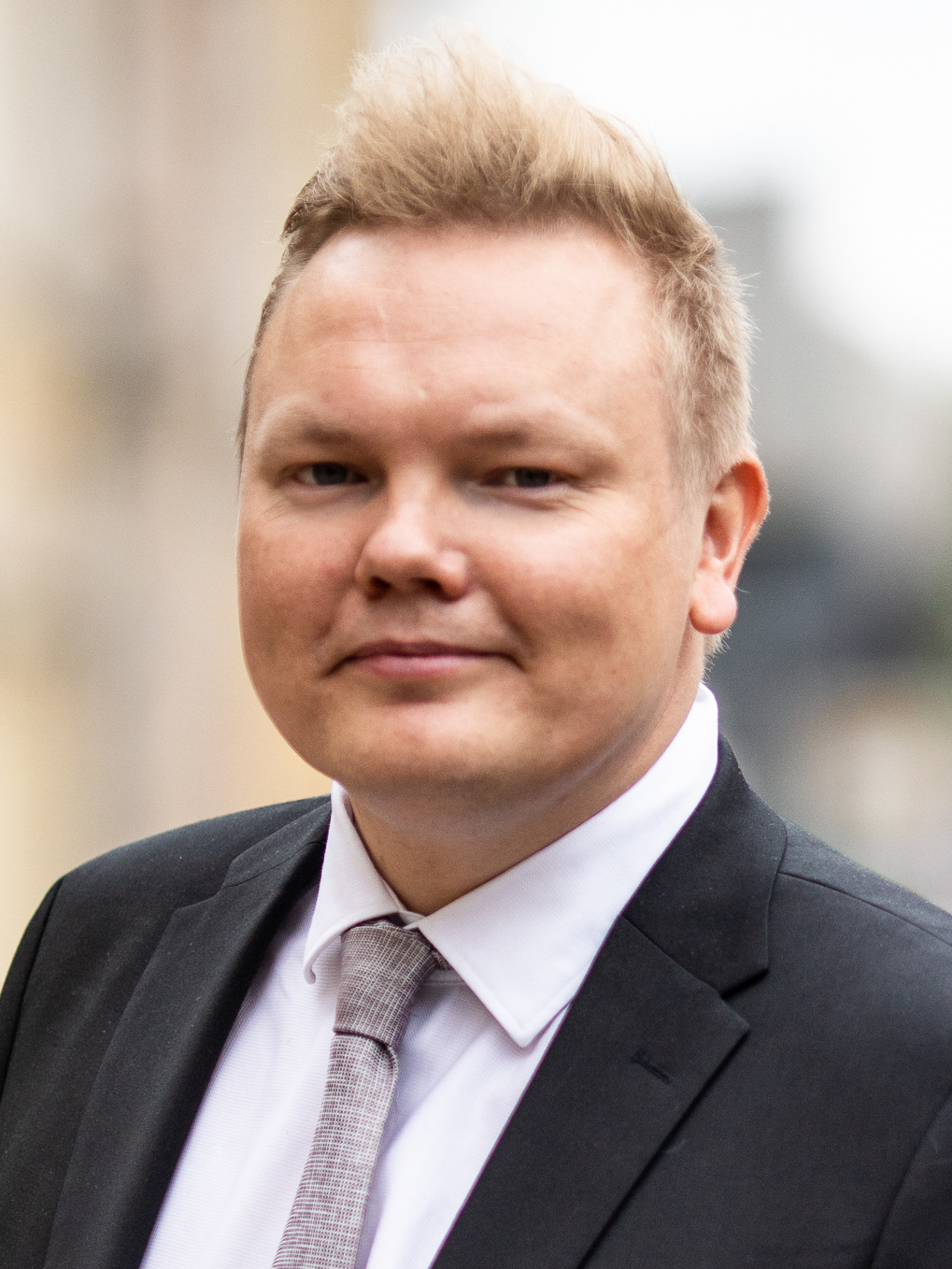
Antti Kurvinen (2021)

Antti Ilmari Vilhelm Kurvinen (* 14. Juli 1986 in Ylihärmä) ist ein finnischer Politiker der Zentrumspartei. Von Mai 2021 bis April 2022 war er Minister für Kultur und Wissenschaft im Kabinett Marin, seit dem 29. April 2022 bekleidet er das Amt des Landwirtschaftsministers.

## Leben
Kuvinen hat ein Studium der Rechtswissenschaft an der Universität Lappland 2013 mit einem Master of Laws abgeschlossen und war zunächst als Rechtsanwalt tätig. Seit der Parlamentswahl 2015 ist er als Abgeordneter für den Wahlkreis Vaasa Mitglied des finnischen Parlaments.